# Sten Landergren
Fredrik Otto Sten Sture Landergren, född den 26 augusti 1907 i Vallsjö församling, Jönköpings län, död den 25 maj 1999 i Göteborg, var en svensk psykiater. Han var son till Fredrik Landergren.
Landergren avlade studentexamen i Jönköping 1930, medicine kandidatexamen vid Uppsala universitet 1936 och medicine licentiatexamen där 1944. Han var tillförordnad och extra ordinarie andre läkare vid Ulleråkers sjukhus 1944–1948, underläkare på medicinska avdelningen vid Sundsvalls lasarett 1948, förste läkare vid Sankt Jörgens sjukhus 1949–1956, överläkare i hjälpverksamhet vid Sankt Jörgens sjukhus 1957–1963 och överläkare vid kvinnliga avdelningen där från 1963. Landergren var läkare vid Göteborgs och Bohus läns mottagning för psykiskt sjuka vid Mölndals lasarett 1949–1961, tillförordnad överläkare vid Håga sjukhus och Restads sjukhus periodvis 1952 och 1956, tillförordnad överinspektör för sinnessjukvården periodvis 1957–1961 och tillförordnad byråchef vid Medicinalstyrelsen periodvis 1958–1963. Han publicerade skrifter inom åldringsvård och socialpsykiatri. Landergren blev riddare av Nordstjärneorden 1968.